# Hans Germandi
Johannes („Hans“) Germandi (* Dezember 1925 in Kassel; † 6. August 2014 ebenda) war ein deutscher Fotograf.

## Werdegang
Während des Zweiten Weltkrieges war Johannes Germandi Fähnrich zur See. Bei einem Heimaturlaub kurz nach der Zerstörung Kassels fotografierte er die Folgen des Bombenangriffes auf die Stadt. Nach dem Zweiten Weltkrieg beschäftigte er sich mit der Sichtung des Bildmaterials „über das alte Kassel“ und schuf so im Laufe der Jahre ein Bildarchiv, welches er 2011 der Universitätsbibliothek Kassel zur Verfügung stellte, die dieses digitalisierte und online veröffentlichte. Zu diesem Archiv gehören auch die von ihm geschaffenen Diavorträge, die er im Kasseler Dialekt vorgetragen hat.
Johannes Germandi war seit 1951 mit Gretl Germandi verheiratet und wurde Vater zweier Söhne. Sein Sohn Karl-Heinz, mittlerweile selbst Rentner, ist in die Fußstapfen seines Vaters getreten und hat die Fotografie, Schwerpunkt Naturfotografie, als Hobby.

## Ehrungen
- 2004: Wappenring der Stadt Kassel[3]
- 2009: Ehrenmitglied des Zissel[8]
- 2013: Verdienstkreuz am Bande der Bundesrepublik Deutschland[6]

## Filmografie
- Die Kasseler Altstadt vor ihrer Zerstörung 1943 (out take film, 2000)
- Ein Spaziergang durch die Kassler Altstadt (KORO-FILM, 2003)
- Die Kasseler Oberneustadt (KORO-FILM, 2004)
- Als Kassel noch'n ahles Nest (KORO-FILM, 2006)